# EgyptAir-vlucht 804

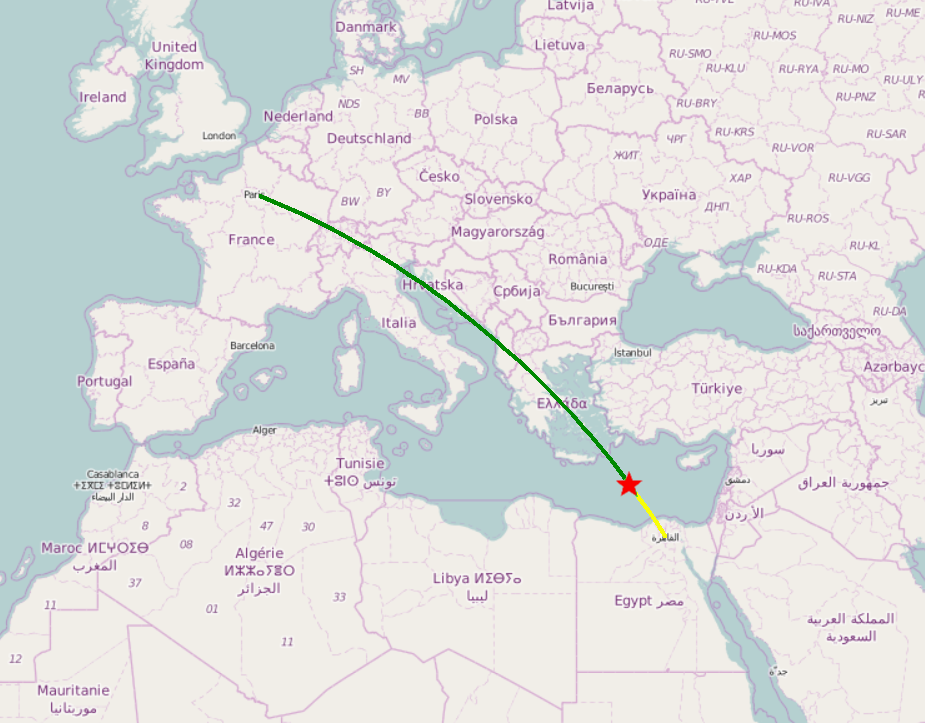
Vliegroute van EgyptAir-vlucht 804

EgyptAir-vlucht 804 (MS804/MSR804) was een lijnvlucht in de burgerluchtvaart tussen Parijs (Aéroport de Paris-Charles de Gaulle) en Caïro (Luchthaven Caïro Internationaal). In de nacht van 18 op 19 mei 2016 verdween een Airbus A320 die deze vlucht verzorgde van de radar. Het vliegtuig stortte neer in de Middellandse Zee, 66 mensen kwamen hierbij om het leven.

## Vluchtdetails
De Airbus A320 was in dienst sinds 2003. Het vliegtuig verliet de Parijse luchthaven Charles de Gaulle om 23:09 lokale tijd (MET). Het verdween van de radar om 02:37 lokale tijd (OET) toen het boven de Middellandse Zee op kruishoogte "FL 370" (ongeveer 11 km) vloog, en was toen nog meer dan 250 km van de Egyptische kust verwijderd.
In het toestel zaten zeven bemanningsleden, drie beveiligingsbeambten en 56 passagiers: een kind, twee baby's en 53 volwassenen.
| Nationaliteit            | Aantal |
| ------------------------ | ------ |
| Egypte                   | 30     |
| Frankrijk                | 15     |
| Irak                     | 2      |
| Verenigd Koninkrijk      | 1      |
| Canada                   | 1      |
| Portugal                 | 1      |
| België                   | 1      |
| Koeweit                  | 1      |
| Soedan                   | 1      |
| Tsjaad                   | 1      |
| Algerije                 | 1      |
| Saoedi-Arabië            | 1      |
| nog niet geïdentificeerd | 10     |

## Reddingsoperatie
Zowel Egypte, Griekenland en Frankrijk hebben schepen en verkenningsvliegtuigen gestuurd naar de plaats van de ramp.
In de loop van de middag volgend op het voorval werden enkele honderden kilometers ten zuidoosten van Kreta in zee wrakstukken en reddingsvesten gevonden waarvan wordt aangenomen dat ze van het verdwenen toestel afkomstig zijn.
Op 15 juni meldde Egypte dat er grote wrakstukken van het toestel in zee waren gevonden. Een dag later meldde het Egyptische onderzoeksteam dat ook een van de zwarte dozen was gevonden, de cockpitvoicerecorder.

## Onderzoek
Op 21 mei werd bekend dat vanuit het vliegtuig vlak voor de crash een aantal berichten (7) via het Aircraft Communications Addressing and Reporting System (ACARS) werd verstuurd. Het is nog onduidelijk welke conclusies getrokken kunnen worden uit de inhoud van deze berichten. Zaterdag 16 juli maakte Egyptische onderzoekscommissie bekend dat het woord "brand" te horen was op de cockpitvoicerecorder. Ook zijn er sporen van roet en grote hitte aangetroffen op de wrakstukken. Op 15 december werd bekend dat er sporen van explosieven zijn aangetroffen op de lichamen van slachtoffers van de ramp.